# Trichogenes
Trichogenes is een geslacht van straalvinnige vissen uit de familie van de parasitaire meervallen (Trichomycteridae).

## Soorten
- Trichogenes claviger de Pinna, Helmer, Britski & Nunes, 2010
- Trichogenes longipinnis Britski & Ortega, 1983